# Hallam Foe
Hallam Foe es una película de 2007 dirigida por David Mackenzie y escrita por él y Ed Whitmore sobre la novela homónima de Peter Jinks. Lanzada en Estados Unidos como Mister Foe, se estrenó en el Festival de Cine de Berlín el 16 de febrero de 2007. Después fue estrenada en el Reino Unido el 31 de agosto de 2007 y en Estados Unidos el 5 de septiembre de 2008.

## Argumento
Hallam Foe es un joven solitario que se divierte espiando a la gente. A Hallam se le ha metido en la cabeza que su madrastra mató a su madre. La relación con su madrastra, Verity, se vuelve cada vez más complicada y Hallam huye a Edimburgo.
Allí conoce a Kate, que trabaja en el Balmoral Hotel, y a la que engatusa para conseguir un trabajo de portero en el hotel y ocupa un rincón en la torre del edificio desde la que puede espiar el apartamento de Kate.
Hallam observa que otro empleado del hotel, Alasdair, comete adulterio con Kate, lo cual le es muy útil para evitar que le despidan de su trabajo.
Poco a poco él y Kate entablan una particular relación de sexo y extrañas confidencias, al descubrir esto, Alasdair se pone celoso y se pone violento con Kate. Hallam lo ve y acude en su ayuda, revelando que la estaba espiando.
Su padre y su madrastra acaban encontrándole, lo que no hace sino aumentar el odio que Hallam siente por su madrastra, con lo cual intenta ahogarla en un lago cercano, pero su conciencia se lo impide y triunfa su lado bueno. Es entonces cuando su padre le confiesa que su madre se suicidó. Hallam tiene una catarsis y se da cuenta de que estaba transfiriendo a Verity el odio que sentía por su propia madre que le abandonó, ahora puede comenzar una nueva vida sin odio.

## Elenco
- Jamie Bell como Hallam Foe.
- Sophia Myles como Kate Breck.
- Ciarán Hinds como Julius Foe.
- Jamie Sives como Alasdair.
- Maurice Roëves como Raymond.
- Ewen Bremner como Andy.
- Claire Forlani como  Verity Foe.
- John Paul Lawler como Carl.
- Ruth Milne como Jenny.
- Lucy Holt como Lucy.